# 絕地任務
《絕地任務》（英語：The Rock）是一部於1996年上映的美國動作片，由麥可·貝執導，唐·辛普森與傑瑞·布洛克海默監製，並由史恩·康納萊、尼可拉斯·凱吉與艾德·哈里斯等人主演，故事地點主要圍繞於阿尔卡特拉斯岛和舊金山灣區，本片於1996年6月7日在美國上映。
電影是獻給於上映前逝世近五個月的唐·辛普森，本片上映之後獲得了普遍好評和亮眼的票房，並在第69屆奧斯卡金像獎上獲得奧斯卡最佳音響獎提名。

## 劇情
在1963年以前，位於舊金山外海的阿尔卡特拉斯岛以嚴密的警衛措施，成為全美犯人聞之喪膽的魔鬼監獄，固若金湯的天牢設計，讓重刑犯如同囚禁在銅牆鐵壁之中。監獄廢棄後，阿尔卡特拉斯岛成了觀光勝地，每日都有遊客湧進其中，嘗試坐牢的滋味。然而此時阿尔卡特拉斯岛卻落在一群軍人的手裡，成為他們臨時的基地。
任職海軍陸戰隊的漢默將軍因不滿他的部下為國家執行秘密行動而犧牲，卻得不到美國政府任何的肯定與對家屬的補助，而策動叛變，先是帶領部下劫走了15枚VX毒氣M55火箭弹，之後佔領阿尔卡特拉斯岛，挾持81名觀光客，要求美國政府給予部下家屬金錢賠償，否則將發射飛彈到舊金山灣區。為了反制這次叛變，無計可施的美國政府除了派出海豹突擊隊及一名生化武器专家斯坦利·古德斯比之外，只能再求助於已被監禁30多年，且是史上唯一成功逃出阿尔卡特拉斯岛的前英國陸軍空降特勤團上尉梅森。為了說服梅森，聯邦調查局局長沃麥克對他做了虛假承諾，告訴他將得到特赦，重獲自由。但沃麥克卻偷偷地把合約撕了，打算利用完梅森之後，將他送回監獄。
梅森與古德斯比會同執行這次突襲任務的海豹突擊隊成員成功地從地下隧道進入了阿尔卡特拉斯岛，不料他們被發現並遭到包圍。混戰中，安德森中校與海豹突擊隊的成員全部被殺，只有梅森和古德斯比僥倖逃生。古德斯比告訴了梅森事情的真相，並請求他協助去拆除飛彈，梅森終於答應了。
在拆除飛彈的過程中，梅森告訴古德斯比當年他的被捕是因為他掌握著一個關於美國政府機密的膠卷，時至今日，它仍未失效。被捕之後，梅森成了英美兩國都不承認的人。之後漢默因一直等不到美國政府的答覆而發射一枚飛彈，但他始終沒有忘記身為一個軍人的責任，所以在最後一刻他選擇將飛彈射入海中並未傷及無辜。另一方面，漢默的部下發現美國政府根本在欺騙他們，也對漢默改變飛彈路徑的作法感到不滿，意見產生分歧的雙方因此發生混戰。漢默在混戰中受了傷，古德斯比和梅森躲在一旁目睹了這一切，了解漢默挾持人質的目的只是想幫助自己為國犧牲的部下討回尊嚴，並不是真的想傷害人質，於是兩人擊退和漢默交手的漢默部下並救出漢默，然而漢默已是性命垂危，他將最後一枚飛彈的位置告訴了古德斯比後就死去了。於此同時，美國政府因等不到古德斯比等人的消息，便派出了F/A-18E/F戰機來炸毀阿尔卡特拉斯岛。經過激烈緊張的鬥爭，梅森和古德斯比終於拆除了所有的飛彈，成功完成了任務。正在古德斯比點燃綠色的信號彈時，戰機投擲鋁熱劑炸彈，所幸點燃信號彈的古德斯比被及時發現，並未傷及監獄，島上的人質無任何傷亡，而古德斯比因爆炸波及墜海昏迷，梅森跳入海裡將其拉上岸。
古德斯比同情梅森的處境，便利用戰機誤炸阿尔卡特拉斯岛的機會向沃麥克報告說梅森已死，暗地將他放走，而梅森臨走前將膠卷的藏匿處「教堂」告訴了古德斯比。最後，古德斯比與妻子開車到教堂拿到膠卷，並得知了當年甘迺迪遇刺的真兇。

## 演員
- 肖恩·康纳利 饰 英國陸軍特别空勤团陆军上尉约翰·帕特里克·梅森
- 尼古拉斯·凯奇 饰 美国联邦调查局特工斯坦利·古德斯比博士
- 艾德·哈里斯 饰 弗朗西斯·X·“弗兰克”·汉默陆战队准将，属于美国海军陆战队远征军侦查连
- 约翰·斯宾塞 饰美国联邦调查局局长詹姆斯·沃玛克
- 大卫·摩斯饰 汤姆·巴克斯特陆战队少校，属于美国海军陆战队远征军侦查连
- 威廉·佛塞 饰美国联邦调查局特工副总长欧内斯特·帕克斯顿
- 霍华德·普拉特 饰美国国防部部长 路易斯·林德斯多姆
- 大卫·马歇尔·格兰特 饰白宫办公厅主任海登·辛克莱尔
- 迈克尔·比恩 饰查尔斯·安德森海军中校，属于海豹突击队
- 瓦内萨·马尔奇 饰卡拉·裴斯泰洛齐，古德斯比的未婚妻
- 约翰·C·麦金利 饰亨德里克斯陆战队上尉，属于美国海军陆战队远征军侦查连
- 格里高利·施波尔勒德 饰弗莱陆战队上尉，属于美国海军陆战队远征军侦查连
- 托尼·托德 饰达罗陆战队上尉，属于美国海军陆战队远征军侦查连
- 博希姆·伍德比恩 饰克里斯普射击中士，属于美国海军陆战队远征军侦查连
- 格雷格·科林斯 饰 甘姆博尔，二等兵，属于美国海军陆战队远征军侦查连
- 布兰丹·凯利 饰考克斯，二等兵，属于美国海军陆战队远征军侦查连
- 斯蒂夫·哈里斯 饰麦考伊，二等兵，属于美国海军陆战队远征军侦查连
- 吉姆·梅尼亚克，饰斯卡尔佩蒂，二等兵，属于美国海军陆战队远征军侦查连
- 斯图尔特·威尔森 饰艾尔·克拉默上将，美国参谋长联席会议主席
- 约翰·劳克林 饰彼得森空军上将, 美国空军参谋长
- 丹尼·努奇 饰谢泼德海军上尉，属于海豹突击队
- 克萊兒·馥蘭妮 饰杰德·安杰洛
- 斯坦利·安德森 饰美国总统
- 山德·贝克利 饰 隆纳
- 菲利普·巴克尔·哈尔 饰 首席大法官
- 安东尼·克拉克 饰保罗
- 山姆·惠普尔 饰拉里·亨德森

## 製作
主體拍攝於1995年10月30日開始，拍攝地包含旧金山和洛杉矶。

### 拍攝花絮
- 史恩·康納萊因為不想每天往返舊金山和阿尔卡特拉斯岛而要求劇組在島上為他蓋一間小屋，而劇組也如他所願蓋好小屋，所以康纳利每天都独自在岛上过夜。
- 電影的攝影約翰·施瓦茲曼是尼可拉斯·凱吉姑姑塔利亚·夏尔第二任丈夫杰克·施瓦兹曼与前妻所生的儿子。
- 電影中美軍空襲阿尔卡特拉斯岛的時候使用的是F/A-18黃蜂式戰鬥攻擊機，機身上寫著U.S. AIR FORCE（美國空軍）字樣，而實際上美國空軍並未使用此型號的飛機作為裝備，美國海軍陸戰隊和美國海軍才是主要用户。
- 电影的拍摄远远超出原定时间，其中最主要的延误，出在麥可·貝及制片方围绕着「到底有没有必要用这么多直升机来拍这么多场面」的问题上争吵。
- 拍攝期间，麥可·貝还曾怒不可遏地离开片场，因为制片方无论如何也不同意海豹队员潜水登岛这段剧情的拍摄要求，主要原因在於成本太高、器材要求太多、外加上雇佣真的现役军人出场，但制片方最后还是妥协了。
- 扮演FBI局长的演员被扔下楼时，外面正好是旧金山交通最繁忙的时刻，当地的警务热线瞬间被报警的目击者们挤爆。
- Hans Struhar，本片的化妆及道具师，在本片和国家宝藏2两部尼古拉斯·凯奇主演的电影中，都出演了爱车被人抢走的无辜路人。

## 發行

### 評價
《絕地任務》獲得普遍好評。根據爛蕃茄收集的64篇專業影評文章，其中42篇給出了「新鮮」的正面評價，「新鮮度」為66%，平均得分6.6分（滿分10分），Metacritic上的24篇評論文章，其中14篇予以好評，8篇差評，2篇褒貶不一，平均分為58（滿分100）。

### 票房
電影在美國的收入總額為134,069,511美元，其他地區200,993,110美元，全球票房總計335,062,621美元，遠高於7500萬美元的製片成本。《絕地任務》成為1996年全球票房第四高的美國電影。

## 榮譽
2014年，《Time Out》訪問了幾位影評人、導演及演員，選出來他們認為的最佳動作片。《絕地任務》排於該榜單的第74位。